# Yale University Press
Yale University Press este o editură de carte înființată în 1908 de George Parmly Day. A devenit departament oficial al Universității Yale în 1961, dar rămâne autonomă din punct de vedere managerial și financiar. 
Yale University Press publică aproape 300 cărți cu copertă cartonată și 150 de cărți cu coperți de hârtie în fiecare an, având la activ peste 6000 de lucrări. Cărțile publicate aici au câștigat mai multe premii, printre care cinci Premii Naționale de Carte, două Premii ale Cercului Național de Critici de Carte și opt Premii Pulitzer.. 
În 2002, Yale University Press poseda o bibliotecă de circa 3.000 de cărți.
Prin angajamentul său editorial față de artele frumoase și prin acordurile de publicare încheiate cu multe muzee importante, Yale University Press și-a dezvoltat reputația de mare editură de cărți de artă și arhitectură. În 2004, Ken Baker, critic de artă pentru San Francisco Chronicle, declara: „Yale menține în permenență una dintre cele mai impresionante liste în rândul editurilor academice, dar în ultimii ani, a devenit lider aproape necontestat în domeniul cărților de artă”.
Yale este una dintre puținele edituri universitare din SUA care au un birou de lucru în Regatul Unit. Yale University Press, Londra deservește piața internațională de carte și contribuie cu aproape o treime din numărul de lucrări noi tipărite de editură.

## Legături externe
- Site web oficial Arhivat în 2 ianuarie 2016, la Wayback Machine.